# Arrhenophanes volcanica
Arrhenophanes volcanica is een vlinder uit de familie van de Psychidae. De wetenschappelijke naam van de soort is voor het eerst geldig gepubliceerd in 1912 door Walsingham.